# 敷榮堂
23°59′46″N 120°39′54″E / 23.996120°N 120.665034°E
敷榮堂，是位於臺灣南投縣草屯鎮新庄里的三合院，列歷史建築，原為當地望族洪家建造，今轉為私人企業而未對外開放。

## 建物
草屯仕紳洪得中在擔任明治製糖株式會社南投糖廠原料委員時，向日本政府以低價承租了數十甲抄封土地，再轉租給佃農而發跡。他因糖業致富後，1925年禮聘堪輿師、鹿港一帶木匠師父建立宅邸。1928年完成時，宅號援引王羲之「脩植桑果，今盛敷榮」為名。洪得中弟弟洪火煉因子孫繁衍眾多，另外蓋了敷華堂。

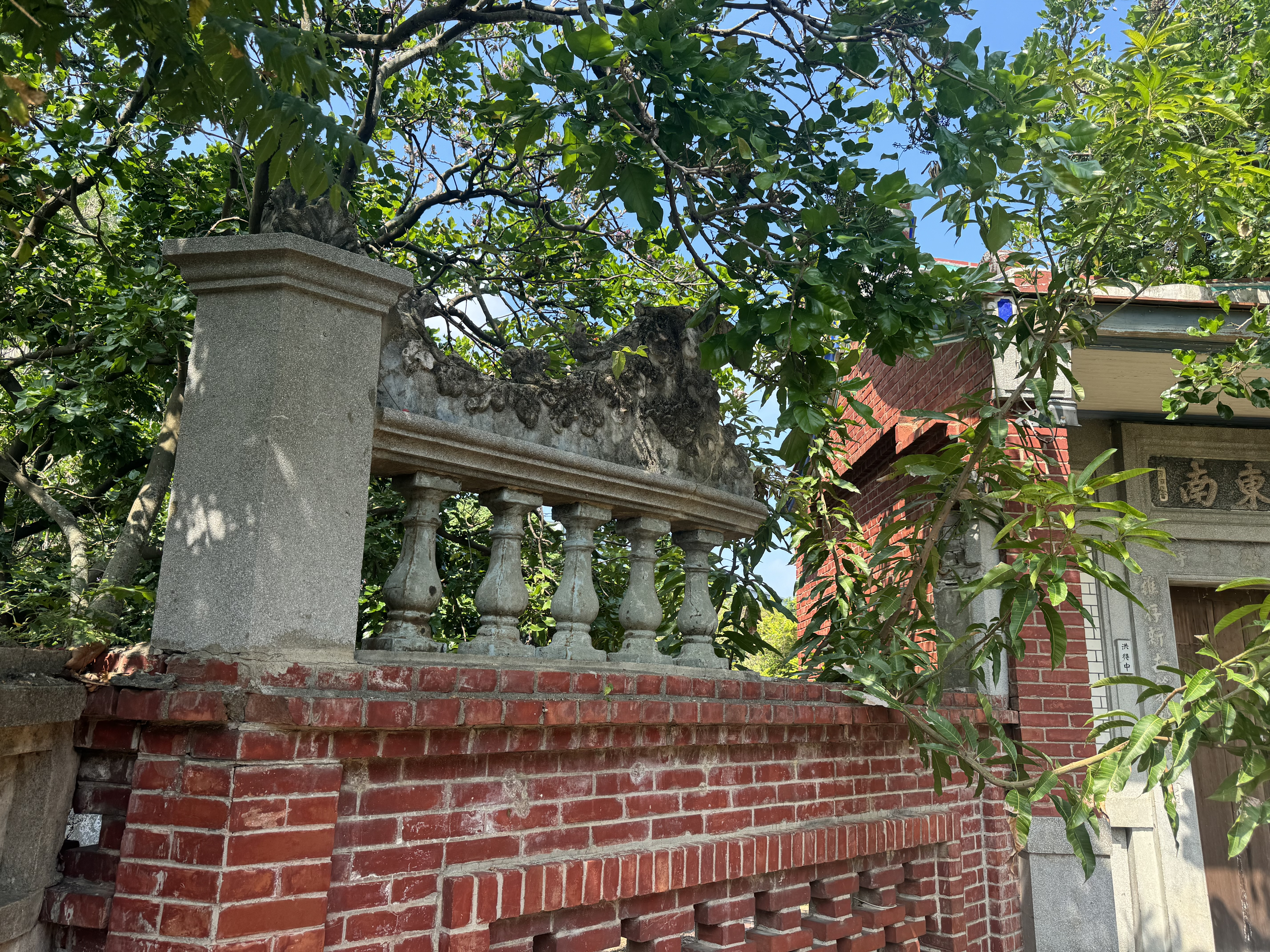
翼牆裝飾

敷榮堂前的月眉池，是因當初挖出圍出占地約半公頃的土牆而造成。門樓兩側部分圍牆則為歐風藻飾的八字型翼牆。外埕門樓門楣有「秀聚東南」指朝東南向的玉山，也暗示洪家是出過四名秀才的書香世家。院內種有百年的荔枝樹，據說品種是萬年紅。雖主建築為傳統三合院格局，但室內為仿洋式建築工法。

## 修復

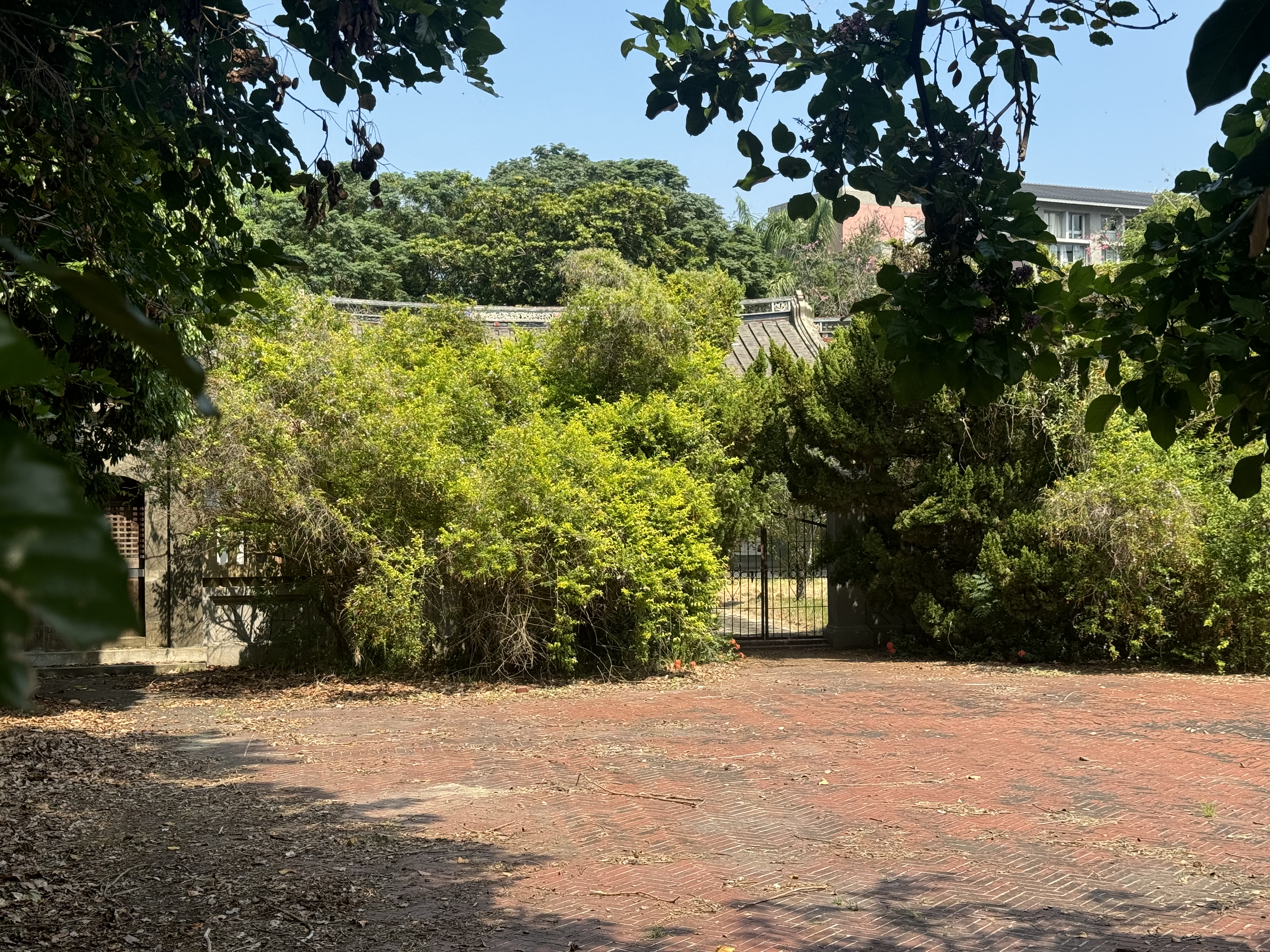
外埕

九二一地震，草屯洪家望遠樓、敷華堂、洪玉麟古宅皆全毀未重建。敷榮堂由文建會列為災區十五大搶修重點之一。洪家後代洪瑞松為1820年祖先洪善述建的望遠樓全毀、自己出生的敷榮堂牆倒瓦崩而感到心痛，於是在草鞋墩鄉土文教協會幫助下，向文建會尋求修繕補助。
身為洪得中嫡孫的洪瑞松及其堂弟洪幸長，在徵得家族成員同意及重建共識，先自力貸款新台幣350萬元作初步補強同時架設保護棚架。2000年12月21日，草屯鎮公所宣布，因敷榮堂整修花費龐大，洪家便決定帶頭作主體結構整建，以保住敷榮堂不致擴大傾頹毀敗。2001年2月21日，由洪瑞松、洪國浩等人主持動工典禮。
2001年臺灣歷史建築百景票選期間，10月9日，南投縣文化局公布南投縣歷史建築十景票選，敷榮堂入選。
2002年2月7日，文建會主委陳郁秀、草屯鎮長洪敦仁前來為列作歷史建築的敷榮堂掛牌。在獲文建會1500萬元補助後，該年7月9日，全面動工依原貌修繕。修復者有葉進祿作剪粘、葉明吉作泥塑、呂世仁作交趾、陳木勇作月眉池。2004年10月16日，整修竣工開放。

## 活化
2006年5月6日，洪家委由草鞋墩鄉土文教協會負責經營管理。該協會在2007年5月1日起更延長開放時間到晚上9點。敷榮堂產權賣予私人企業後，便暫不開放參觀。

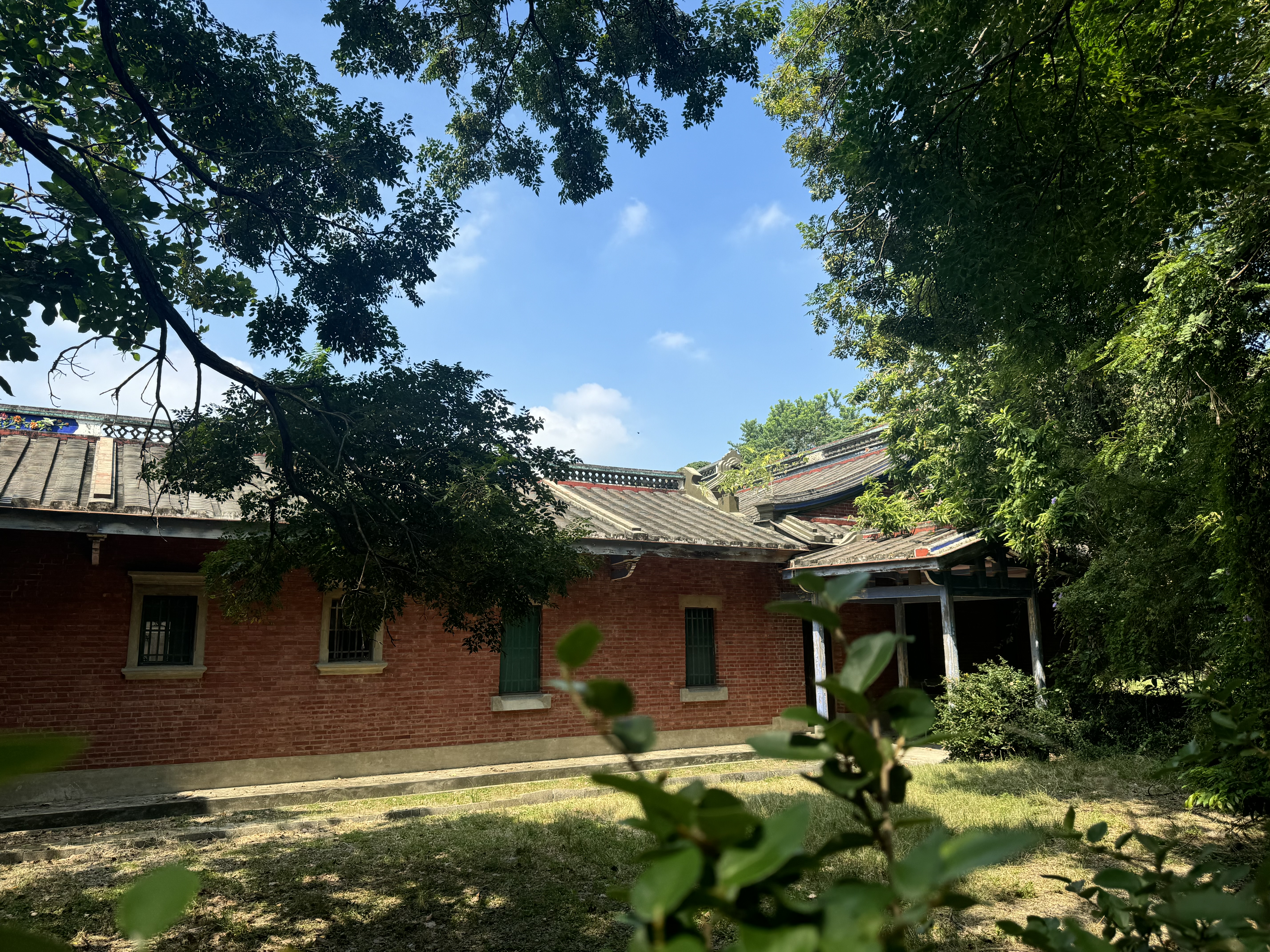
左外龍